# آبی فرانسوی
آبی فرانسوی رنگی است که به طور سنتی برای نشان دادن فرانسه استفاده می‌شود. رنگ آبی حداقل از قرن دوازدهم در نشان‌شناسی سلطنت فرانسه مورد استفاده قرار گرفته است، با نماد گل زنبق طلایی رنگ پادشاهان همیشه روی پس‌زمینه آبی (هرالدیک " لاجوردی"). یک نسخه روشن‌تر، بر اساس رنگ آبی پرچم فرانسه، در دوران مدرن، به‌ویژه در زمینۀ ورزشی استفاده می‌شود. تیم‌های ملی فرانسه در تمام رشته‌های ورزشی معمولا از رنگ آبی به عنوان رنگ اصلی خود استفاده می‌کنند.

## نگارخانه

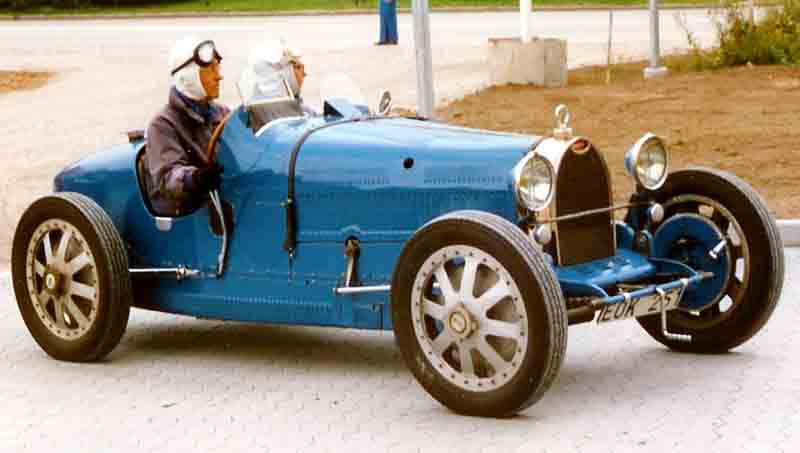
بوگاتی نوع 35 سی مسابقه گرند پریکس (1926)
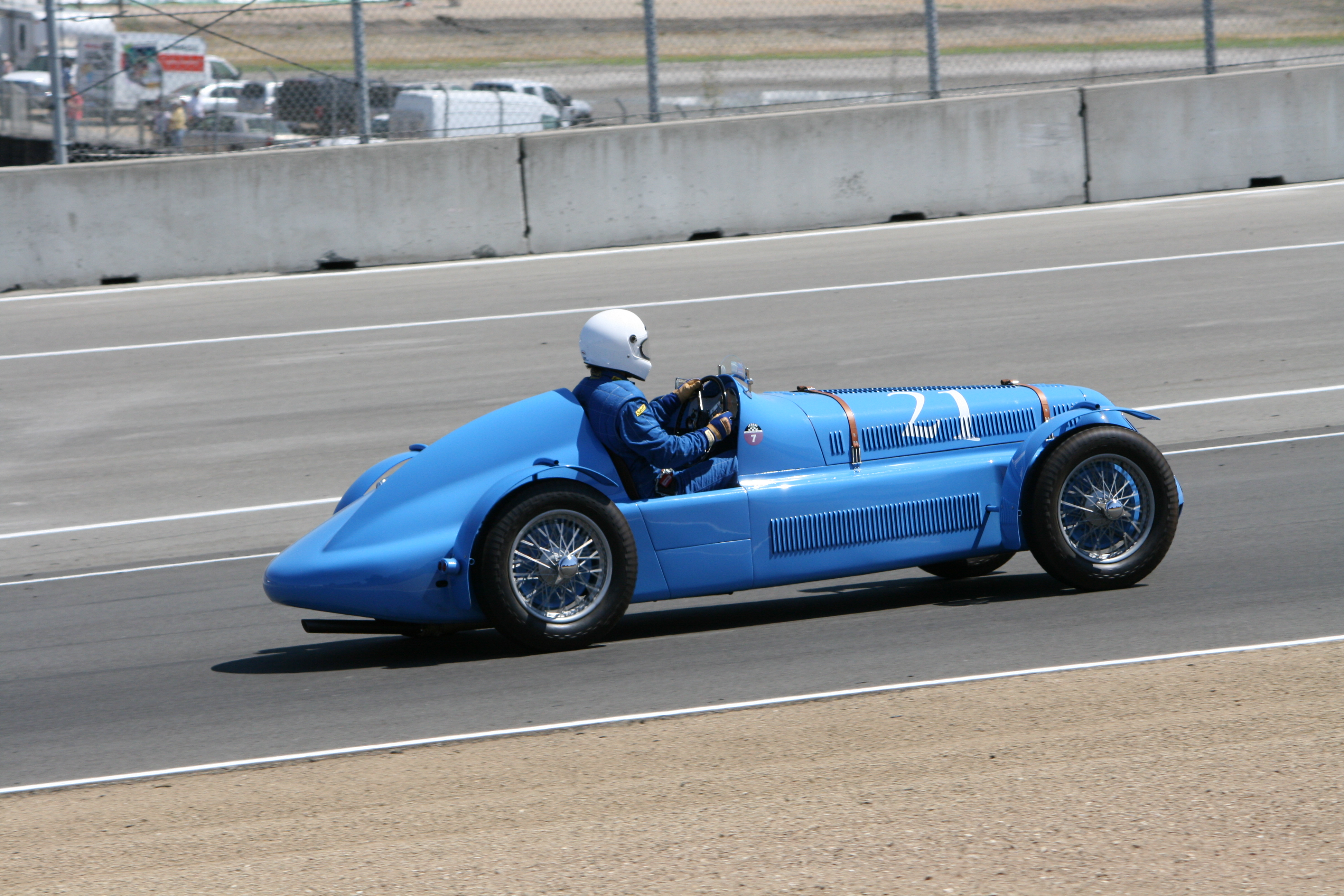
دلاژ D6
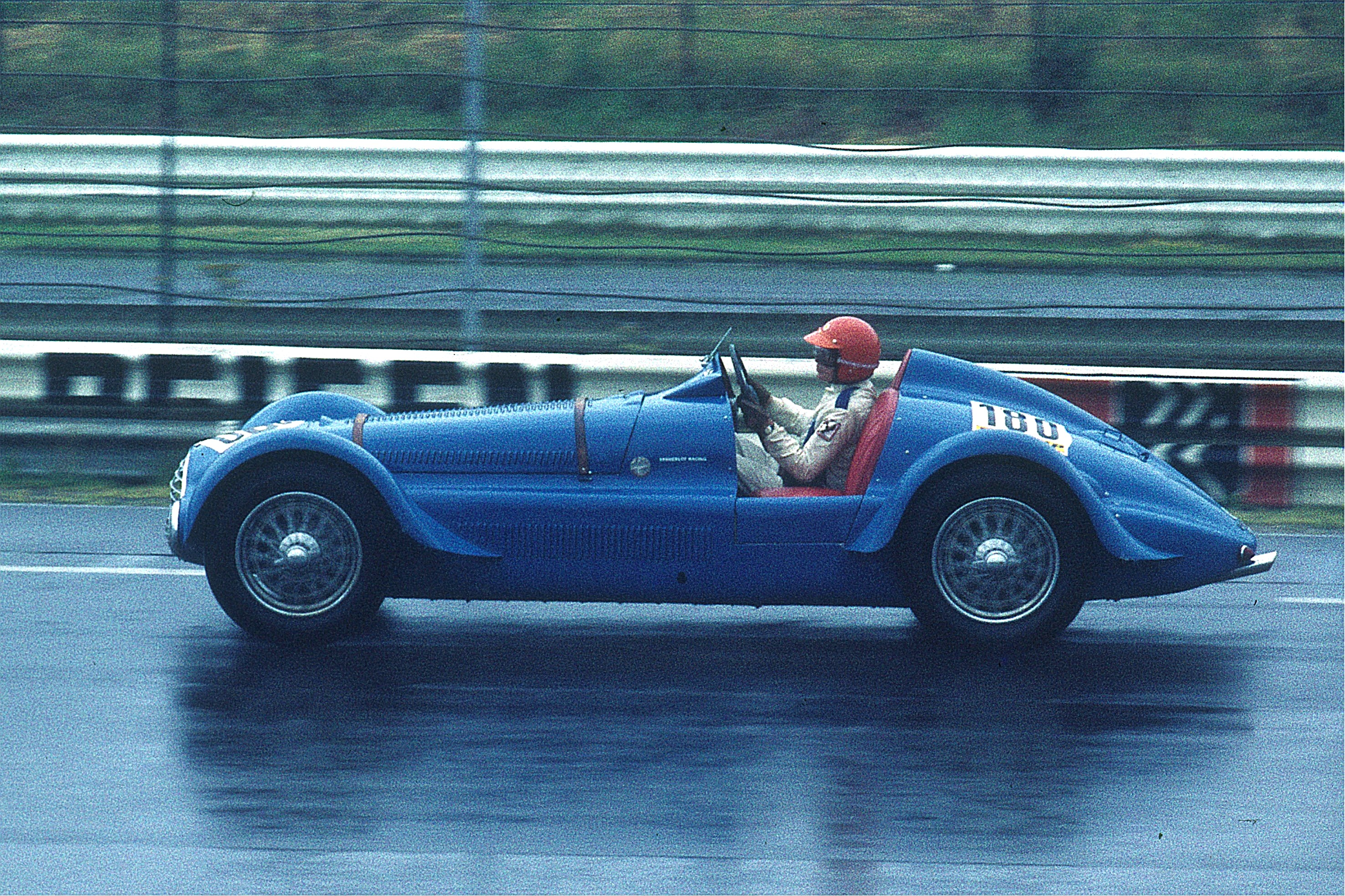
Delahaye 135 MS (1935)
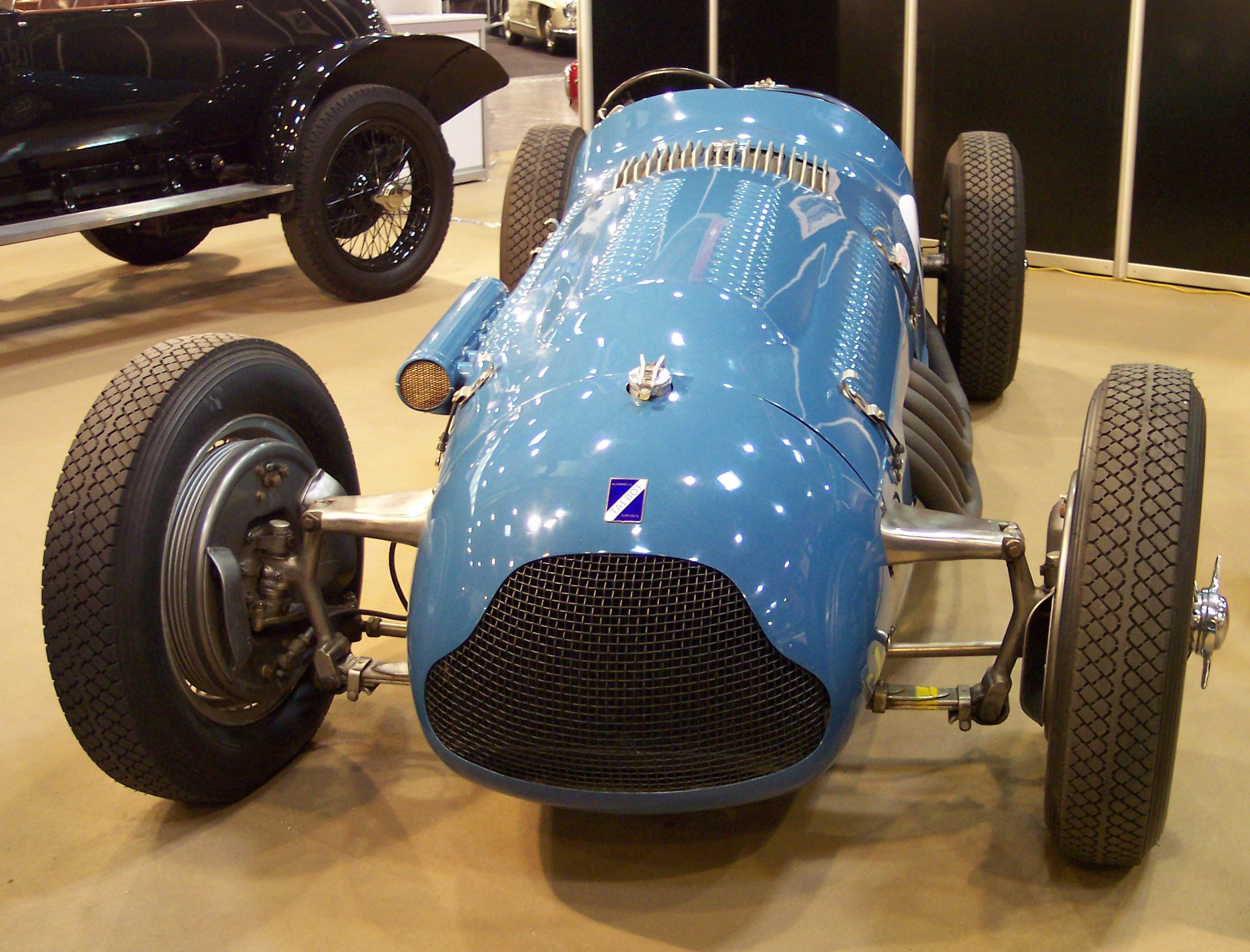
جایزه بزرگ تالبوت-لاگو T26 (1949)
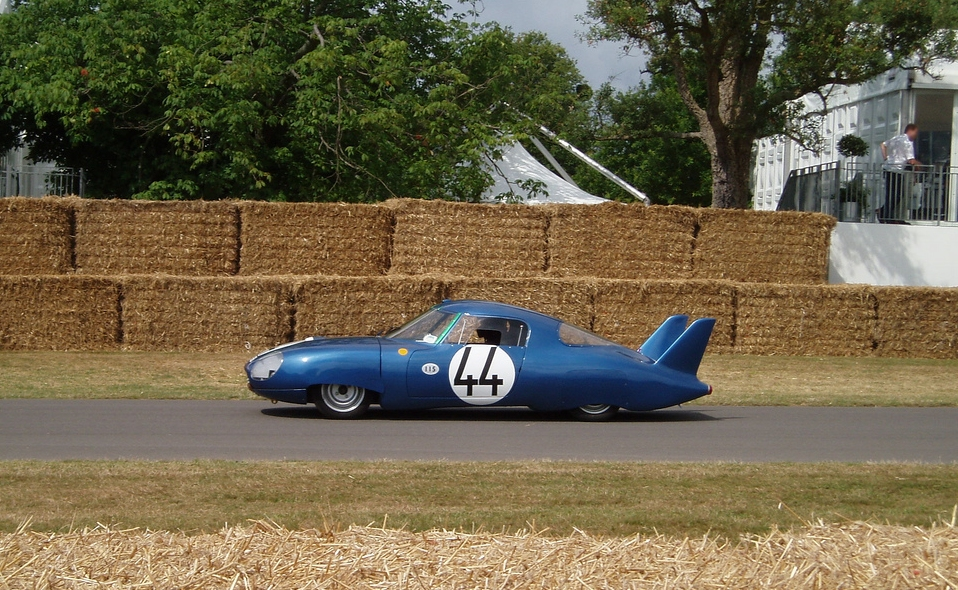
CD Panhard LM64 (1964)
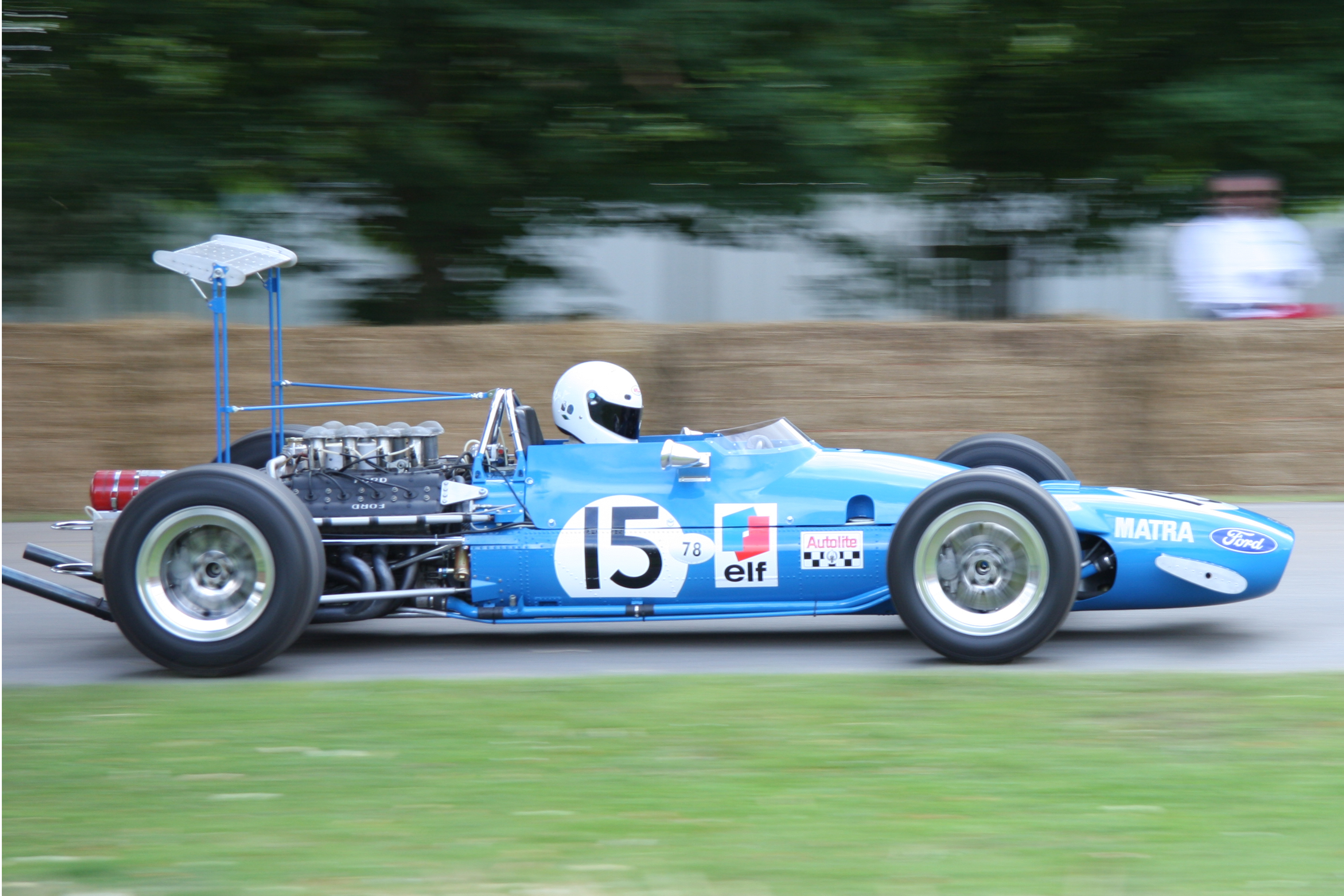
Equipe Matra Sports MS10 (1968)
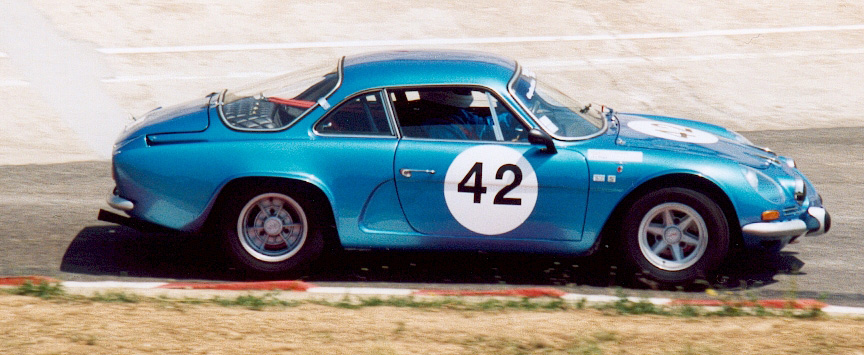
آلپاین A110
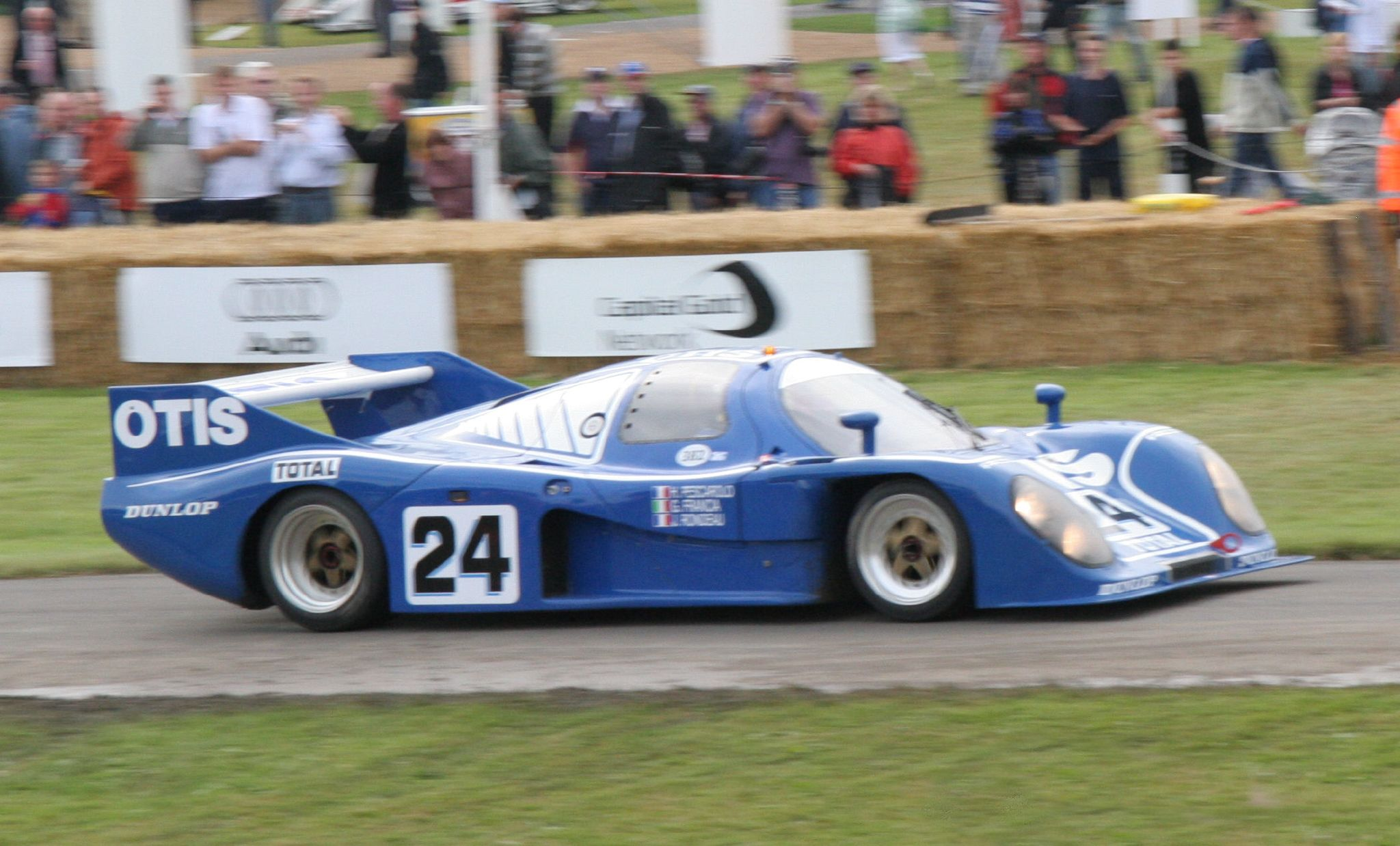
Rondeau M382
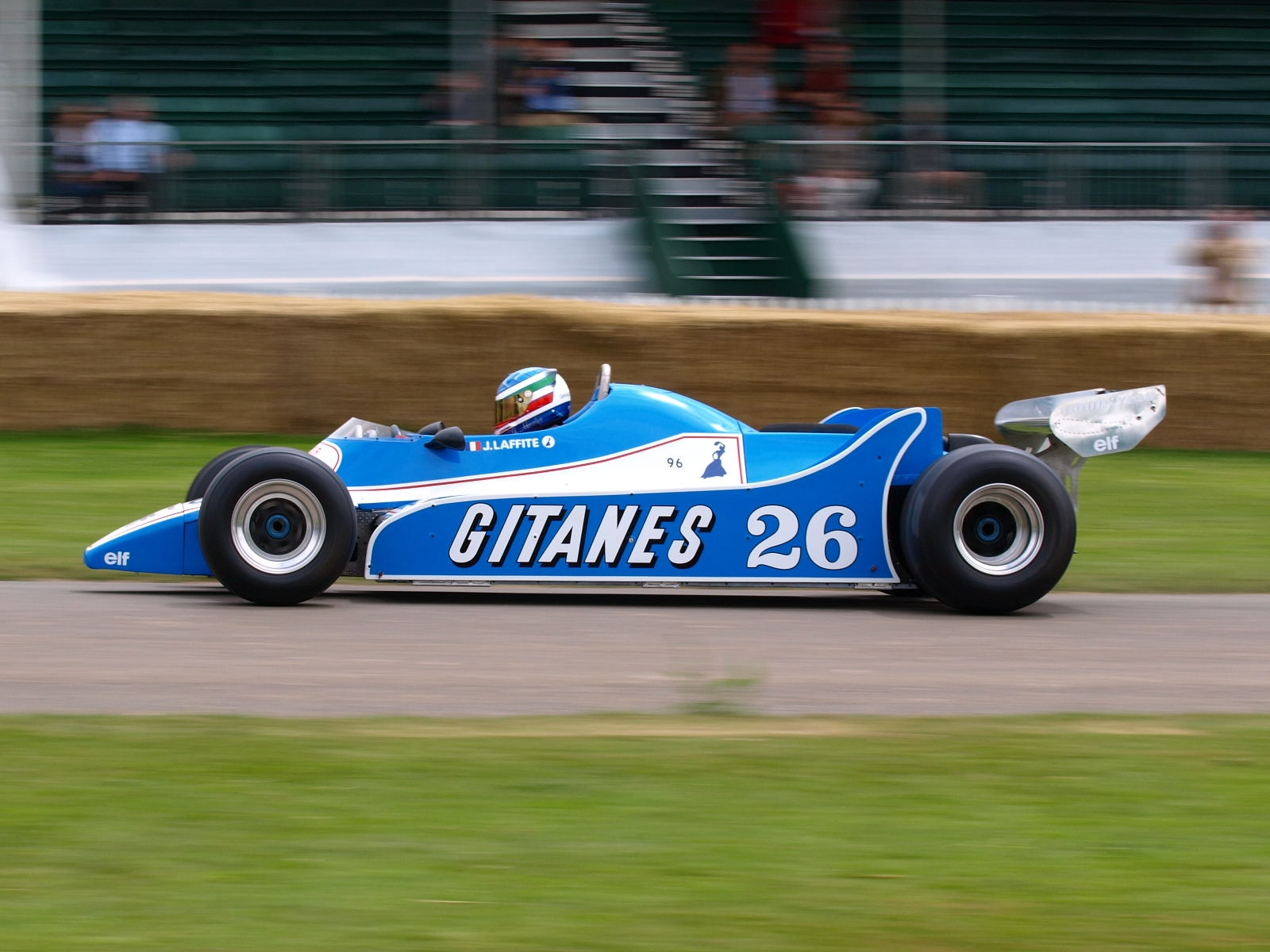
Equipe Ligier JS11-15 (1980)
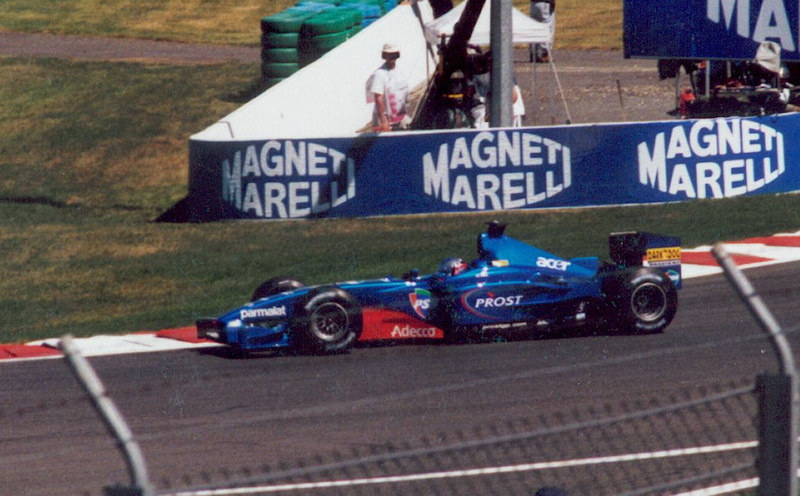
Prost Grand Prix AP04 F1 (2001)
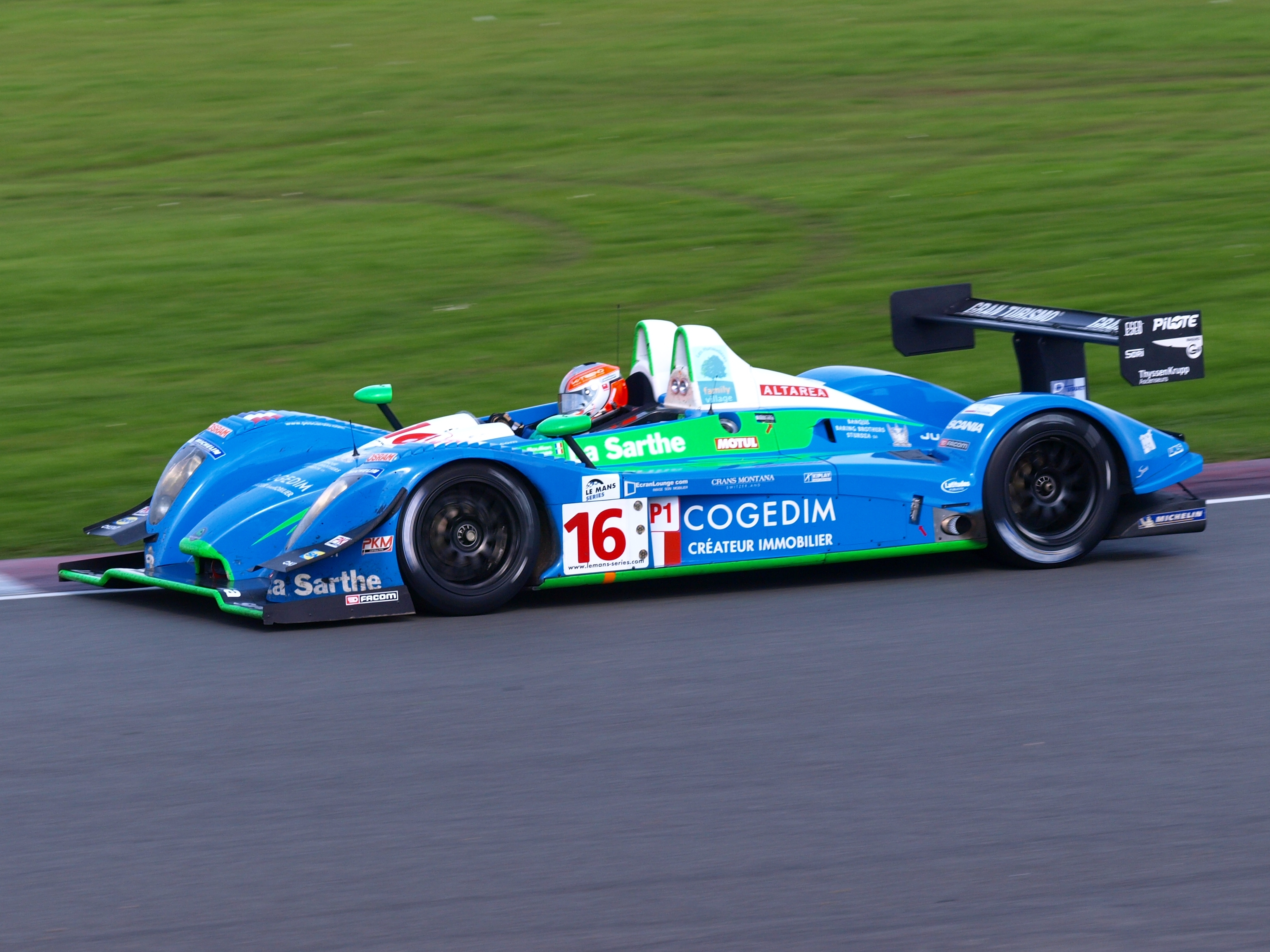
Pescarolo Sport 16 (2008)
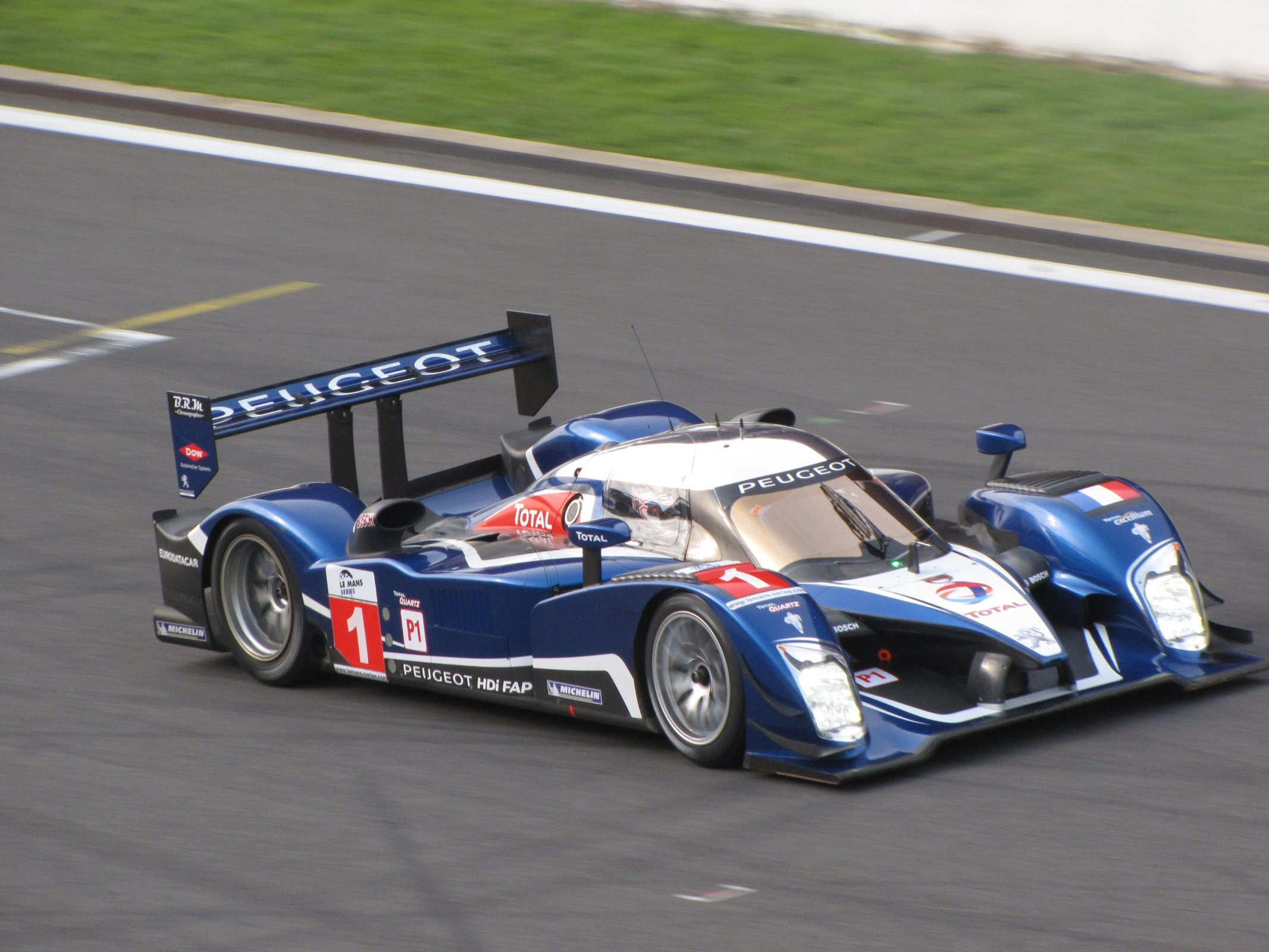
پژو 908 HDi FAP
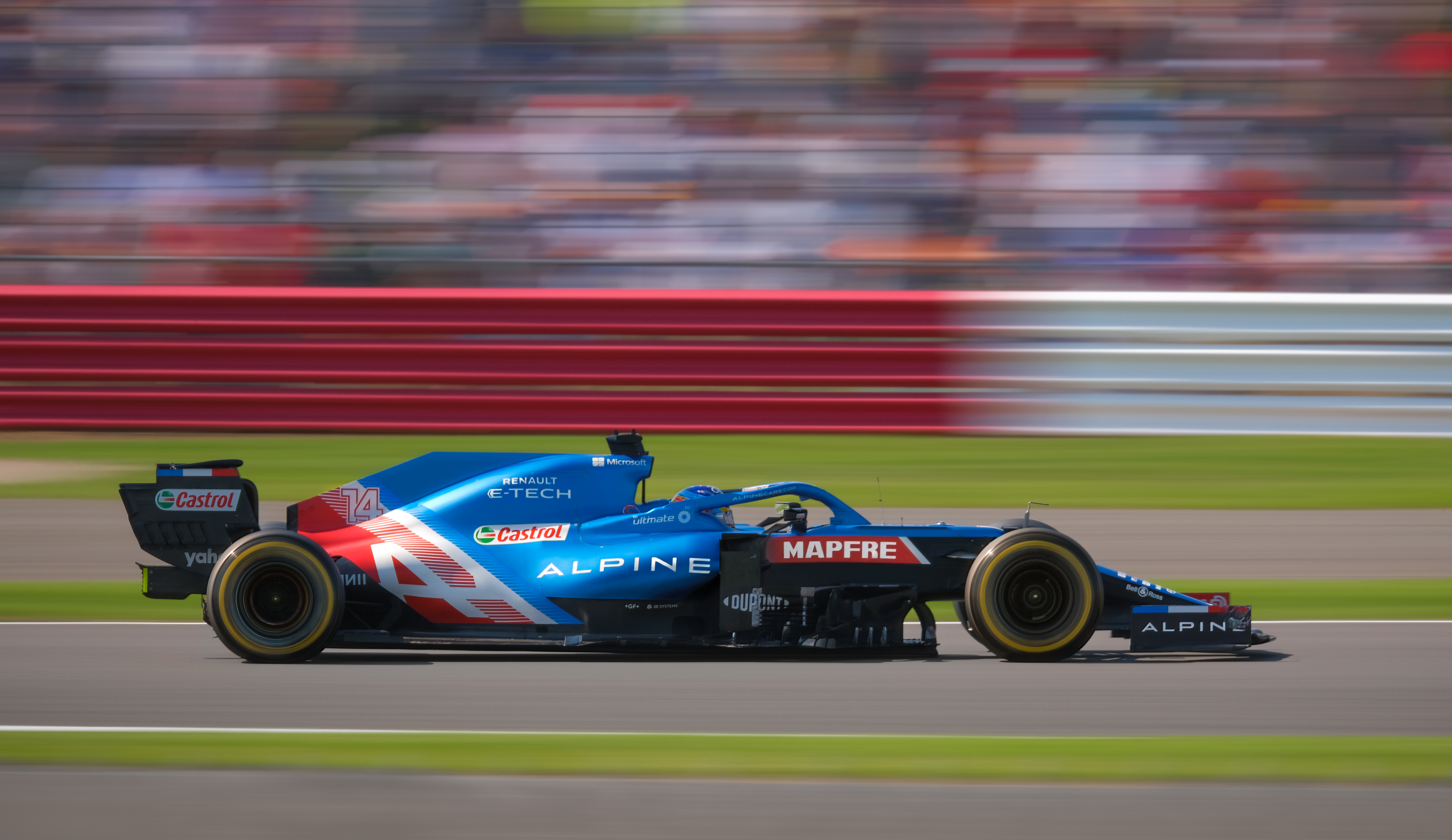
Alpine A521 (2021)